# Lubiejew
Lubiejew [luˈbjɛjɛf] est un village polonais de la gmina de Sochaczew dans le powiat de Sochaczew et dans la voïvodie de Mazovie.
Il est situé approximativement à 6 kilomètres à l'ouest de Sochaczew et à 57 kilomètres à l'ouest de Varsovie.
Le village a une population d'environ 110 habitants (2006).